# Peripatagus cinctus
Peripatagus cinctus är en sjöborreart som beskrevs av Jean Baptiste François René Koehler 1895. Peripatagus cinctus ingår i släktet Peripatagus och familjen Asterostomatidae. Inga underarter finns listade i Catalogue of Life.